# Placówka Straży Granicznej w Dorohusku
Placówka Straży Granicznej w Dorohusku – graniczna jednostka organizacyjna Straży Granicznej realizująca zadania w ochronie granicy państwowej z Ukrainą.

## Formowanie i zmiany organizacyjne
Placówka Straży Granicznej w Dorohusku (PSG w Dorohusku) z siedzibą w Dorohusku, została powołana 24 sierpnia 2005 roku Ustawą z 22 kwietnia 2005 roku O zmianie ustawy o Straży Granicznej..., w strukturach Nadbużańskiego Oddziału Straży Granicznej w Chełmie z przemianowania dotychczas funkcjonującej Granicznej Placówki Kontrolnej Straży Granicznej w Dorohusku (GPK SG w Dorohusku). Znacznie rozszerzono także uprawnienia komendantów, m.in. w zakresie działań podejmowanych wobec cudzoziemców przebywających na terytorium RP.
Z końcem 2005 roku odeszli ze służby ostatni funkcjonariusze służby kandydackiej. Było to możliwe dzięki intensywnie realizowanemu programowi uzawodowienia, w ramach którego w latach 2001–2006 przyjęto do NOSG 1280 funkcjonariuszy służby przygotowawczej.
31 grudnia 2010 w placówce służbę pełniło 218 funkcjonariuszy.

## Ochrona granicy
W PSG w Dorohusku funkcjonuje Punkt Konsultacyjny Dorohusk-Jagodzin utworzony na podstawie Porozumienia między Komendantem Głównym Straży Granicznej Rzeczypospolitej Polskiej a Państwową Administracją Służby Granicznej Ukrainy w sprawie zasad tworzenia i funkcjonowania punktów konsultacyjnych z dnia 22 września 2004 roku, który włączony został do struktury PSG w Dorohusku. Głównym zadaniem punktu jest wymiana informacji niezbędnych dla efektywnej współpracy służb, szczególnie w zakresie: zmian w ustawodawstwie stron, czynników utrudniających przekraczanie granicy, sytuacji nadzwyczajnych oraz przekroczeń granicy państwowej wbrew przepisom.
W ramach Systemu Wież Obserwacyjnych Straży Granicznej (SWO SG), 20 listopada 2009 roku na odcinku placówki została oddana do użytku wieża obserwacyjna SWO do ochrony powierzonego odcinka granicy państwowej.
W lutym 2019 roku placówka otrzymała na wyposażenie do ochrony granicy specjalistyczny pojazd obserwacyjny tzw. PJN.

### Podległe przejścia graniczne
Stan z 1 września 2021
- Dorohusk-Jagodzin (drogowe)
- Dorohusk-Jagodzin (kolejowe).

Stan z 1 sierpnia 2011
- Dorohusk-Jagodzin (drogowe)
- Dorohusk-Jagodzin (kolejowe)
- Świdnik k/Lublina (lotnicze – Port lotniczy Lublin).

### Terytorialny zasięg działania
PSG w Dorohusku ochrania wyłącznie odcinek granicy rzecznej z Ukrainą przebiegającą środkiem koryta rzeki granicznej Bug.
Stan z 1 września 2021
- Od znaku granicznego nr 1012 do znaku granicznego nr 966.
- Linia rozgraniczenia z:

1. Placówką Straży Granicznej w Woli Uhruskiej: włącznie znak graniczny nr 1012, dalej granicą gmin Ruda Huta i Dorohusk, Ruda Huta i Chełm, Sawin i Chełm, Wierzbica – Chełm.
2. Placówką Straży Granicznej w Skryhiczynie: wyłącznie znak graniczny nr 966, dalej granicą gmin dalej granicą gmin Dorohusk i Dubienka, Dorohusk i Żmudź, Kamień i Żmudź, Kamień i Leśniowice, Chełm i Leśniowice.
3. Placówką Straży Granicznej w Lublinie: granicą gmin: Chełm i Siennica Różana, Chełm i Rejowiec, Chełm i Siedliszcze.

Stan z 30 grudnia 2014
Obszar służbowej działalności Placówki SG w Dorohusku to teren powiatu chełmskiego i obejmował w części gminę Dorohusk oraz w całości gminy Kamień, Chełm, Rejowiec.
Stan z 1 sierpnia 2011
- Od znaku granicznego nr 1010 do znaku granicznego nr 966.
- Linia rozgraniczenia z:

1. Placówką Straży Granicznej w Woli Uhruskiej: włącznie znak graniczny nr 1010, dalej drogą Świerże – Rudka, granicą gmin Ruda Huta i Sawin oraz Dorohusk i Chełm.
2. Placówką Straży Granicznej w Skryhiczynie: wyłącznie znak graniczny nr 966, dalej granicą gmin Dorohusk i Kamień oraz Dubienka i Żmudź.

- Poza strefą nadgraniczną obejmował powiaty: lubelski, świdnicki, puławski, rycki, Lublin, z powiatu łęczyńskiego Milejów, z powiatu chełmskiego gminy: Rejowiec, Rejowiec Fabryczny, Siedliszcze.

## Placówki sąsiednie
- Placówka SG w Woli Uhruskiej ⇔ Placówka SG w Skryhiczynie – 01.08.2011[8]
- Placówka SG w Woli Uhruskiej ⇔ Placówka SG w Skryhiczynie, Placówka SG w Lublinie – 01.09.2021[7].

## Wydarzenia
2006 – 2–8 października w ramach kompleksowego sprawdzenia całego odcinka granicy wschodniej unijni eksperci w NOSG wizytowali m.in. PSG w Dorohusku. Celem było wizytacji było sprawdzenie poziomu przygotowania formacji do przejęcia pełnej odpowiedzialności i wdrażanie standardów unijnych, a celem końcowym miało być ́pełne wdrożenie dorobku prawnego Schengen (misja Scheval). Wieloletnie przygotowania zaowocowały bardzo wysoką oceną realizacji zadań w ochronie granicy państwowej przez funkcjonariuszy Nadbużańskiego Oddziału SG, a organizacja służby kierownika zmiany PSG w Dorohusku została wskazana jako „najlepsza praktyka”.

## Komendanci placówki
- ppłk SG Andrzej Kaliński (był w 2015)[9]
- ppłk SG Andrzej Bielecki (od 17.09.2016)[10]

- płk SG Robert Brychlik (był 05.02.2018[11]–11.02.2020)

- ppłk SG Sławomir Gontarz (był 11.02.2020[12] - nadal[13])